# Universitatea din Bordeaux
Universitatea din Bordeaux (franceză: Université de Bordeaux) a fost fondată în 1441 în Franța. Universitatea din Bordeaux face parte din Comunitatea universităților și instituțiilor de învățământ superior din Aquitania.

## Absolvenți notabili

### Profesori universitari
- Geoffrey Keating (c. 1569–c. 1644), Istoric irlandez
- Léon Duguit (1859–1928), Savant francez de drept public
- Henri Moysset (1875–1949), Istoric și politician francez
- Jacques Ellul (1912–1994), Filozof, sociolog francez, teolog laic și profesor
- James Joll (1918–1994), Istoric și lector universitar britanic
- Julio Cotler (1932–2019), Antropolog și sociolog peruan
- Théophile Obenga (n. 1936), Egiptolog congolez
- Spencer C. Tucker (n. 1937), Istoric militar american
- Charles Butterworth (n. 1938), Filozof politic american
- Helene Hagan (n. 1939), Antropolog marocan-american și activist amazigh
- Pascal Salin (n. 1939), Economist și profesor francez
- Marie-France Vignéras (n. 1946), Matematician francez
- Alfredo Co (n. 1949), Sinolog filipinez
- Idowu Bantale Omole (n. 1954), Profesor nigerian și administrator academic

### Activism
- Aubrey Willis Williams (1890–1965), Activist american pentru drepturile civile și civile
- Jean-Claude Bajeux (1931–2011), Activist și profesor politic haitian
- Louis Clayton Jones (1935–2006), Avocat internațional afro-american și lider pentru drepturile civile

### Afaceri
- Mireille Gillings (n. 1971), Neurobiolog și antreprenor francez canadian
- Olivier Le Peuch (born 1963/1964), Om de afaceri francez, CEO al Schlumberger[7]

### Drept
- Thomas Barclay (c. 1570–1632),Jurist și profesor scoțian
- James Marshall Sprouse (1923–2004), Judecător de circuit al Statelor Unite

### Literatură și jurnalism
- François Mauriac (1885–1970) Romancier, dramaturg, critic, poet, jurnalist și laureat Nobel francez
- Saint-John Perse (1887–1975), Poet-diplomat francez
- Lucien Xavier Michel-Andrianarahinjaka (1929–1997), Scriitor, poet și politician malgaș
- Esther Seligson (1941–2010), Scriitor, poet, traducător și istoric mexican
- Lee Mallory (n. 1946), Poet, redactor și academic american
- Marc Saikali (n. 1965), Jurnalist libanez-francez
- Sarah Ladipo Manyika (n. 1969), Scriitor britanic nigerian

### Arte și spectacole
- Luc Plissonneau (n. 1961), Scenarist și regizor francez
- Morteza Heidari (n. 1968), Prezentator TV iranian

### Politicieni
- Jean Baptiste Gay, vicomte de Martignac (1778–1832), Om de stat francez
- Jean Ybarnégaray (1883–1956), Politician basco-francez
- Jean-Fernand Audeguil (1887–1956), Politician francez
- Ba Maw (1893–1977),  Șeful statului Burma
- Michel Kafando (n. 1942), Diplomat Burkinabé
- Xavier Darcos (n. 1947), Politician francez, savant, funcționar public și fost ministru al Muncii
- Jean-Paul Gonzalez (n. 1947), Virolog francez
- Mario Aoun (n. 1951), Politician libanez
- Alain Vidalies (n. 1951), secretarul de stat francez pentru transporturi, mare și pescuit
- Nagoum Yamassoum (n. 1954), Politician ciadian și fostul prim-ministru al Ciadului
- Anicet-Georges Dologuélé (n. 1957), Politician central-african
- Reza Taghipour (n. 1957), Politician conservator iranian
- Thierry Santa (n. 1967), Politician polinezian francez în Noua Caledonie
- Germaine Kouméalo Anaté (n. 1968), Ministru, savant și scriitor al guvernului togolez
- Olivier Falorni (n. 1972), Politician francez
- Myriam El Khomri (n. 1978), Politician francez

### Științe
- Joseph-Ignace Guillotin (1738–1814), Medic, politician și francmason francez și cel care a dat numele guillotine
- Célestin Sieur (1860–1955), Medic francez
- Charles-Joseph Marie Pitard (1873–1927), Farmacist și botanist francez
- Pierre-Paul Grassé (1895–1985), Zoolog francez
- Émile Peynaud (1912–2004), Enolog francez
- Laure Gatet (1913–1943), Farmacistă, biochimistă, militantă franceză în Rezistența Franceză și martiră a acesteia
- Basile Adjou Moumouni (n. 1922), Medicul beninez
- Roland Paskoff (1933–2005), Geolog francez
- Jean-Marie Tarascon (n. 1953), Chimist și profesor francez
- Bruno Vallespir (n. 1960), Inginer și profesor francez

### Sport
- Jean-Pierre Escalettes (n. 1935), Fotbalist francez pensionat
- Karounga Keïta (n. 1941), Oficial de fotbal malian și fost antrenor și jucător
- Bixente Lizarazu (n. 1969), Baschetbalist francez retras

### Arte vizuale
- Charles James (1906–1978), Creator de modă englezo-american

## Legături externe
- Site oficial